# اسپکتر-آر
تلسکوپ رادیویی اسپکتر-آر یا رادیو استرون، ((به روسی: Радиоастрон)) و ((به انگلیسی: Spektr-R))، یک ماهوارهٔ علمی روسی است که به یک تلسکوپ رادیویی ۱۰ متری (۳۳ فوت) مجهز است. این ماهواره در تاریخ ۱۸ ژوئیهٔ ۲۰۱۱ با وسیله پرتاب زنیت-۳اف از پایگاه فضایی بایکونور برای انجام تحقیق در مورد ساختار و پویایی منابع رادیویی ستاره‌ای در درون و بیرون از کهکشان ما، راه‌اندازی شد. این تلسکوپ همراه با برخی از بزرگ‌ترین تلسکوپ‌های رادیویی زمینی است که دامنهٔ زیرپایه‌های تداخل‌سنجی (اینترفرومتری) را تا ۳۵۰٬۰۰۰ کیلومتر (۲۲۰٬۰۰۰ مایل) گسترش می‌دهد.
در ۱۱ ژانویه ۲۰۱۹، فضاپیما پاسخ دادن به کنترل زمین را متوقف کرد، اما بارگیری علمی آن ادامه دارد. این ماهواره برای یک دورهٔ ۵ ساله طراحی شده و پرتاب جانشین آن، اسپکتر-آرجی، برای راه‌اندازی در مارس ۲۰۱۹ برنامه‌ریزی شده است.